# Louiseville (Quebec)
Louiseville é uma cidade localizada na província de Quebec no Canadá.